# Gen (Street Fighter)
Gen es un personaje de la saga de videojuegos Street Fighter. Es presentado como un antiguo y poderoso guerrero exasesino, que utiliza el taichí como arte marcial. Descubrió que tenía leucemia y decidió acabar con su vida encontrando un oponente lo bastante fuerte como para matarle. Como guerrero, Gen deseaba morir en batalla, no por culpa de una enfermedad.

## Historia
El hombre que tal vez pudiera acabar con su vida en combate era Akuma. Después de una lucha brutal y muy pareja Akuma vence, pero descubrió que Gen estaba enfermo, por lo que se fue. Gen se sintió muy humillado y decidió buscar a Akuma para recuperar su honor. Volvieron a encontrarse, pero Akuma seguía rechanzando matar a Gen. 
Aunque se dice que es abuelo de Yun y Yang, no lo es en absoluto, pero sí que fue amigo del tío de los chicos, Lee. También parece que fue amigo del padre de Chun-Li y que conoce a la agente de la Interpol; de hecho, se dice que enseñó a la joven alguno de sus movimientos.
En uno de los cómics de Street Fighter se da a conocer que Geki, un personaje del primer Street Fighter fue contratado para matar a Gen, pero al intentarlo, Geki murió.

### Street Fighter Alpha 2
Más tarde, le diagnosticaron leucemia y no le quedaba mucho tiempo de vida. Al principio, decidió ser cuidadoso y solo administrar su restaurante, pero viejos enemigos enviaron asesinos que lo intentaron repetidamente.Partió en busca de un oponente digno, enfrentándose a miembros de Shadaloo y otros sindicatos del crimen, para provocar una pelea a muerte en la que encontraría su desaparición. Se corrió la voz sobre Akuma, un luchador que abrazó por completo el Satsui no Hado.
Tras buscarlo, Gen lo retó a una pelea que esperaba que fuera decisiva. Ambos lucharon ferozmente hasta el final, sobreviviendo cada uno al golpe final del otro. El resultado de la batalla varía según la ruta arcade. En el final no canónico de Akuma, justo cuando empieza a preguntarse si Gen es el digno oponente que busca, empieza a sentir que no todo es lo que parece. Cuando la boca de Gen empieza a sangrar, Las sospechas de Akuma se confirman: su oponente está enfermo y la pelea no es justa. Tras ser derribado, Gen le ordena a Akuma que lo mate.
Akuma no quiere continuar la pelea y se va, enfureciendo a Gen. En el final canónico de Gen, derrota a Akuma por poco. Sin embargo, a pesar de las exigencias de Akuma de acabar con su vida, Gen disfrutó tanto de la pelea que no pudo asestarle el golpe mortal. Perdona la vida de Akuma, con la esperanza de volver a luchar contra él algún día.
Gen volvió a aparecer en Street Fighter IV como personaje escogible. En el juego, se revela que él fue testigo de cómo el padre de Chun-Li fue secuestrado por agentes de Shadaloo y que por su enfermedad no pudo evitarlo, razón por la cual él protege a Chun-Li (si ella llega a estar en algún peligro),desde las sombras desde hace mucho tiempo. Cuando esta se ve en problemas en la base de S.I.N. Gen la salva de una muerte segura. Inmediatamente, Gen se percata del inicio de una brutal pelea: es el encuentro de Gouken y Akuma quienes deciden luchar a muerte, poniendo vigencia a su antigua rivalidad. Gen quien, no quiere que alguien que no sea él mate a Akuma, decide inmiscuirse en la mítica pelea. Aún no se sabe el resultado del gigantesco enfrentamiento.

## Estilo de lucha
Gen posee uno de los estilos de pelea más originales de la saga, ya que hace uso de dos estilos diferentes, el Mantis y el Crane. En el estilo Mantis generalmente se usa para los combates en el suelo y cuerpo a cuerpo. Puede hacer uso de la técnica Hyakurenkou presionando el botón de golpe rápidamente, logrando certeros y veloces golpes frontales, también puede usar el Gekirou, una patada ascendente que posee una secuencia para seguir pateando al oponente en el aire, se logra usando el movimiento de "Z" en la palanca y con el botón de patada. Los super movimientos que puede utilizar en este estilo son el Zan'ei, el Shitenshuu, el Zetsuei y el Shitenketsu.
En el estilo Crane hace uso de técnicas aéreas y golpes especiales antiaéreos para atrapar al oponente cuando hace un salto frontal. También utiliza un salto de doble distancia hacia atrás o delante. El Jyasen es un poder de carga donde Gen rueda por el suelo golpeando al oponente hasta asestarle un último golpe con su mano. También usa el Ouga, otro ataque de carga pero este es para realizar un ataque aéreo, donde Gen puede saltar a los bordes de la pantalla para luego aterrizar sobre el oponente, dejándolo vulnerable a recibir otros ataques en el instante para extender combos fácilmente. En este estilo hace uso de ataques únicos poco usuales: uno de ellos consiste en dar una patada fuerte hacia el aire mientras está agachado para contrarrestar al oponente mientras este va en picada. Otro consiste en un ataque frontal mientras está agachado, donde da un certero golpe con las dos manos, el cual quita una considerable cantidad de vida, pero es un poco lento de realizar. También hace uso de una patada aérea al brincar con doble golpe. En este estilo puede usar los super movimientos Kouga, el Jakouha, el Ryukoha y el Teiga.

## Street Fighter: The Legend of Chun-Li
En octubre de 2006, Hyde Park Entertainment y Capcom anunciaron su intención de producir otra película con una historia que estaría centrada en Chun-Li. El guionista Justin MarksPor fue relacionado con la película y fue lanzada por el 20º aniversario del juego.
La película fue parte de los lanzamientos que Capcom publique a lo largo del 2008, como videojuegos y una serie de televisión. El actor Robin Shou, quien interpretó a Liu Kang en las películas Mortal Kombat y Mortal Kombat: Aniquilación fue quien encarnó a Gen para este film.
En este film, Gen y Bison se criaron juntos desde pequeños. Ambos eran huérfanos, robaban y delinquían, pero Gen dejó los hábitos del mal vivir para dedicarse a las artes marciales y ser el líder del clan de la telaraña, una pandilla que se dedica a la vigilancia urbana de las calles de Hong Kong. Gen entrena a Chun-Li y este le enseña a controlar su ira y su odio para que pueda ser parte de la pandilla. Gen se encargará de enseñar a Chun-Li el Kikouken para derrotar a Bison.

## Especiales
Hyakurenkou
Gekirou
Jasen
Ouga

## Supers
Zan'ei
Shitenshuu
Kouga
Jakouha

## Ultras
Zetsuei
Ryukoha
Shitenketsu
Teiga
- Datos: Q4387885